# Cyril Dean Darlington
Cyril Dean Darlington (19 de dezembro de 1903 — Oxford, 26 de março de 1981) foi um biólogo, geneticista e eugenista inglês.
Descobriu o entrecruzamento cromossômico e sua participação do processo hereditário, e portanto sua importância na evolução.

## Livros
Lista parcial de suas publicações:
- Chromosomes and Plant Breeding, Macmillan 1932.
- Recent Advances in Cytology, Churchill 1932.
- Chromosome Atlas of Cultivated Plants, George Allen and Unwin 1945.
- The Facts of Life, George Allen and Unwin 1953.
- Darwin's Place in History, Blackwell 1959.
- Chromosome Botany and the Origins of Cultivated Plants, Hafner Pub. Co 1963.
- Genetics and Man, George Allen and Unwin 1964.
- Cytology, Churchill 1965.
- The Evolution of Man and Society, 1969 ISBN 0-04-575011-4.
- The Little Universe of Man, George Allen and Unwin 1978 ISBN 0-04-570010-9.